# Гравитационная сортировка
Гравитационная сортировка, также известная как сортировка бусинами (англ. Bead Sort) — алгоритм сортировки, разработанный Джошуа Аруланандхамом, Кристияном Калюдом и Майклом Диннином в 2002 году. Теоретически сложность алгоритма может достигать O(n), хотя практические реализации зачастую показывают худший результат. Также, данный алгоритм может быть применён только к массиву натуральных чисел.

## Алгоритм

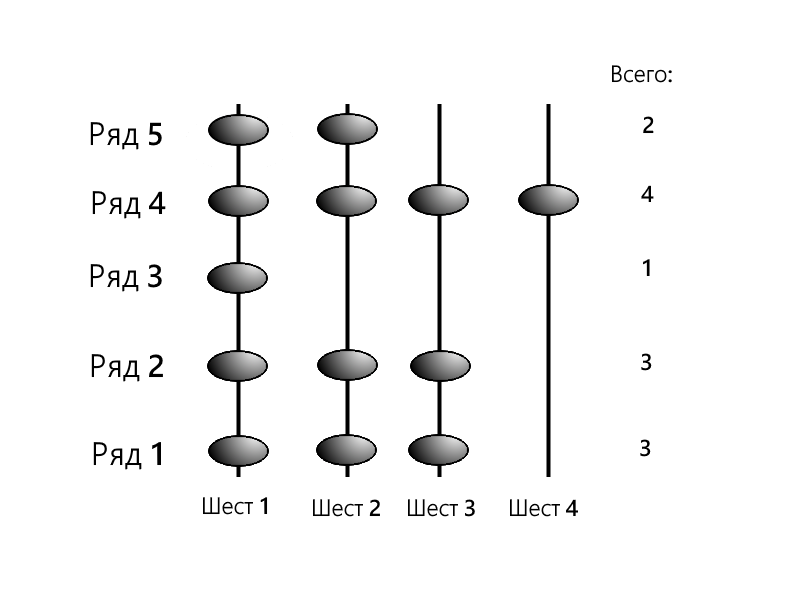
Шаг 1: расположить бусины на шестах

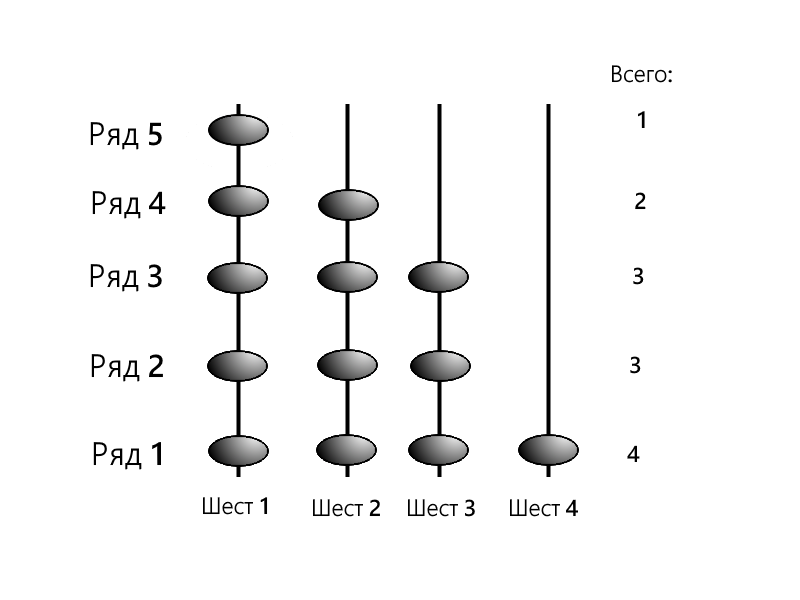
Шаг 2: рассчитываем падение бусин.

Алгоритм гравитационной сортировки может быть сравнен с тем, как бусины падают вниз на параллельных шестах, например как в абаке, однако каждый из шестов может иметь разное количество бусин. Первым шагом для массива, символически изображенного в виде счетной доски, с четырьмя шестами и пятью рядами, например, нижний ряд изображает число 3, мы подвергаем их «гравитации» и позволяем упасть. Теперь последний ряд представляет собой самое большое число списка, а первый — наименьшее.
Механизм, лежащий в основе сортировки бусинок, аналогичен механизму сортировки подсчетом — количество бусин на каждом шесте соответствует количеству элементов со значением, равным или большим, чем индекс этого шеста.

## Сложность алгоритма
Алгоритм сортировки гравитацией может быть реализован с четырьмя разными уровнями сложности:
- O(1) — падение бусин происходит одновременно, за один и тот же промежуток времени, как в примере выше. Данная реализация абстрактная и, скорее всего, не может быть реализована на практике.
- O({\displaystyle {\sqrt {n}}}), где n — количество рядов — В реалистичной симуляции гравитации время, затрачиваемое на расчет падения бусин, прямо пропорционально квадратному корню из количества рядов.
- O(n) — Бусины просчитываются по одному ряду за раз. Это тот случай, когда используются аналоговые и цифровые аппаратные решения.
- O(S), где S — сумма всех чисел в изначальном массиве — Каждая бусина просчитывается индивидуально.

Также как и со сортировкой подсчетом со списком, гравитационная сортировка ведет себя неожиданно в худшем случае — расчет будет проведен быстрее чем O(n log n).

## Реализация на языках программирования
Реализация на языке программирования Python:
```
def
 
beadsort
(
input_list
):

    
"""Гравитационная сортировка."""

    
return_list
 
=
 
[]

    
# Создание списка из нулей, максимальная длина которого равна максимуму списка. 

    
# Это список с упавшими бусинами. 

    
transposed_list
 
=
 
[
0
]
 
*
 
max
(
input_list
)

    
for
 
num
 
in
 
input_list
:

        
# Для каждого элемента входного списка,

        
# опустить бусину, с помощью инкрементирования кол-ва элементов 

        
# списка transposed list равного высоте шеста.

        
# Бусины будут накапливаться поверх предыдущих.

        
transposed_list
[:
num
]
 
=
 
[
n
 
+
 
1
 
for
 
n
 
in
 
transposed_list
[:
num
]]

    
# Для отмены транспонирования мы считаем

    
# самый нижний ряд выпавших бусинок, затем имитируем удаление этой

    
# строки путем вычитания 1 из каждого столбца транспонированного списка.

    
# Когда столбец не достигает высоты текущей строки,

    
# его значение в transposed_list будет <= 0.

    
for
 
i
 
in
 
range
(
len
(
input_list
)):

        
# Подсчет значений больше i - это то, как мы узнаётся, сколько бусинок в

        
# текущем самом нижнем ряду. Обратите внимание, что булевы значения Python могут быть

        
# интерпретированны как целочисленные значения; True == 1 и False == 0.

        
return_list
.
append
(
sum
(
n
 
>
 
i
 
for
 
n
 
in
 
transposed_list
))

    
# Возвращается список, отсортированный в убывающем порядке

    
return
 
return_list

```